# Högklint
Högklint är en klintspets på Gotlands västkust, cirka sju kilometer sydväst om Visby. Högklint, som är en av de mest spektakulära klintarna på Gotland, är uppbyggd av revkalksten, underlagrad av lagrad kalksten och märgelskiffer, och stupar 48 meter nästan lodrätt ned i havet. Högklint med omgivande område utgör sedan början av 1900-talet ett naturreservat. Högklint är också namnet på den södra delen av småorten Högklint och Nygårds.

## Bilder

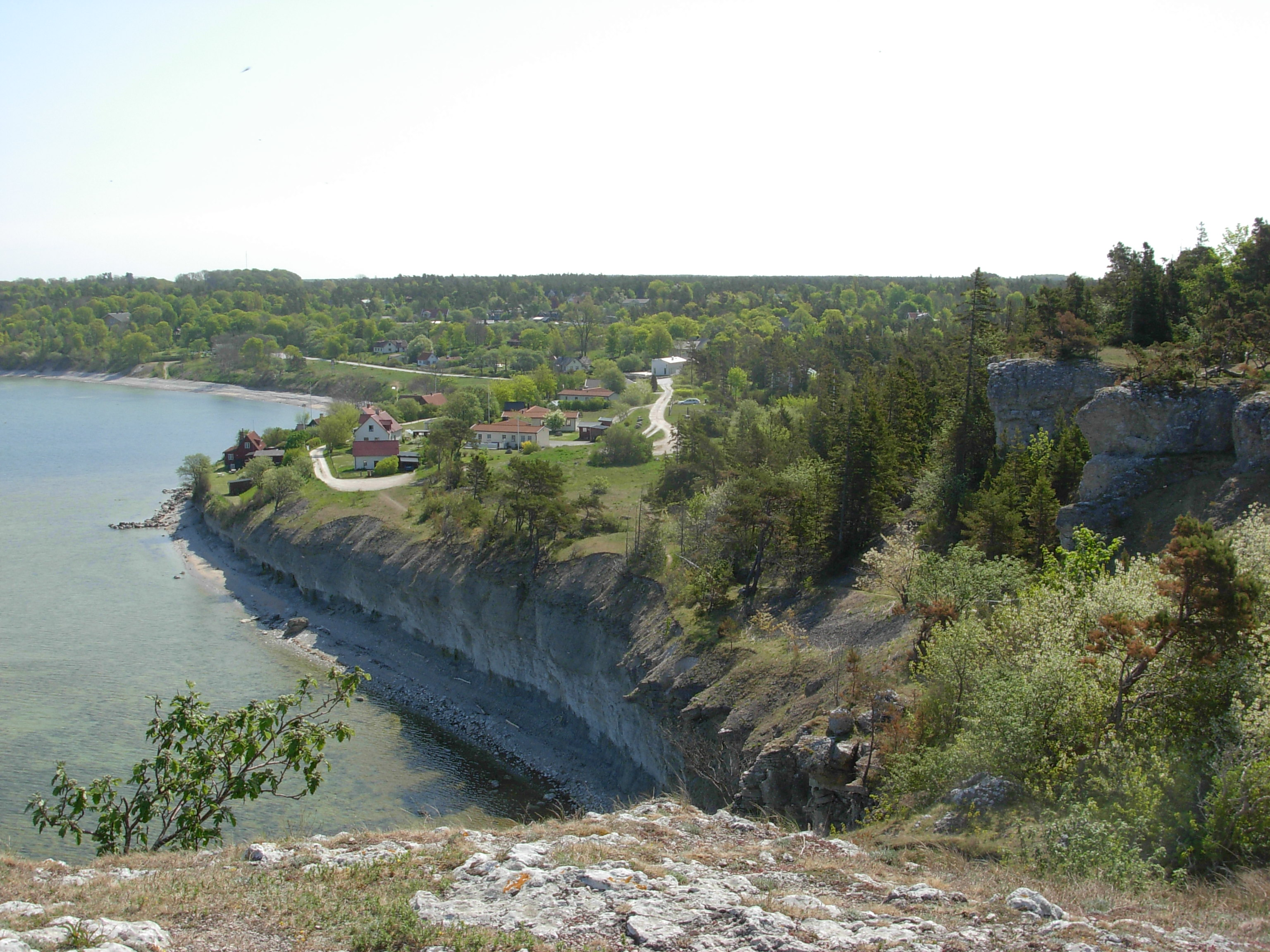
Utsikt mot Visby från Högklint
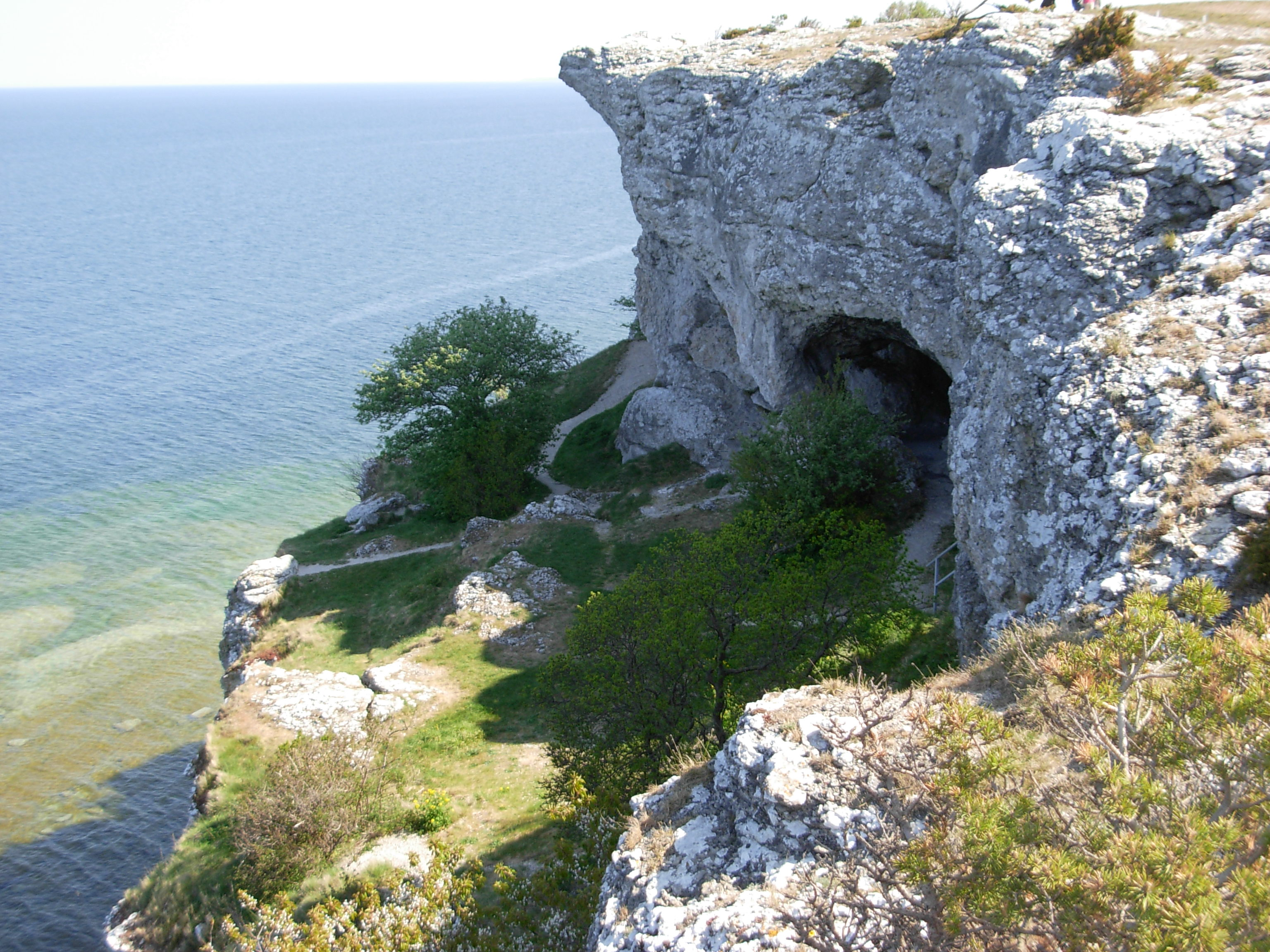
Getsvältan - en platå som fått sitt namn av att getter som släppts ut på bete ibland föll ned utan att kunna klättra upp igen.
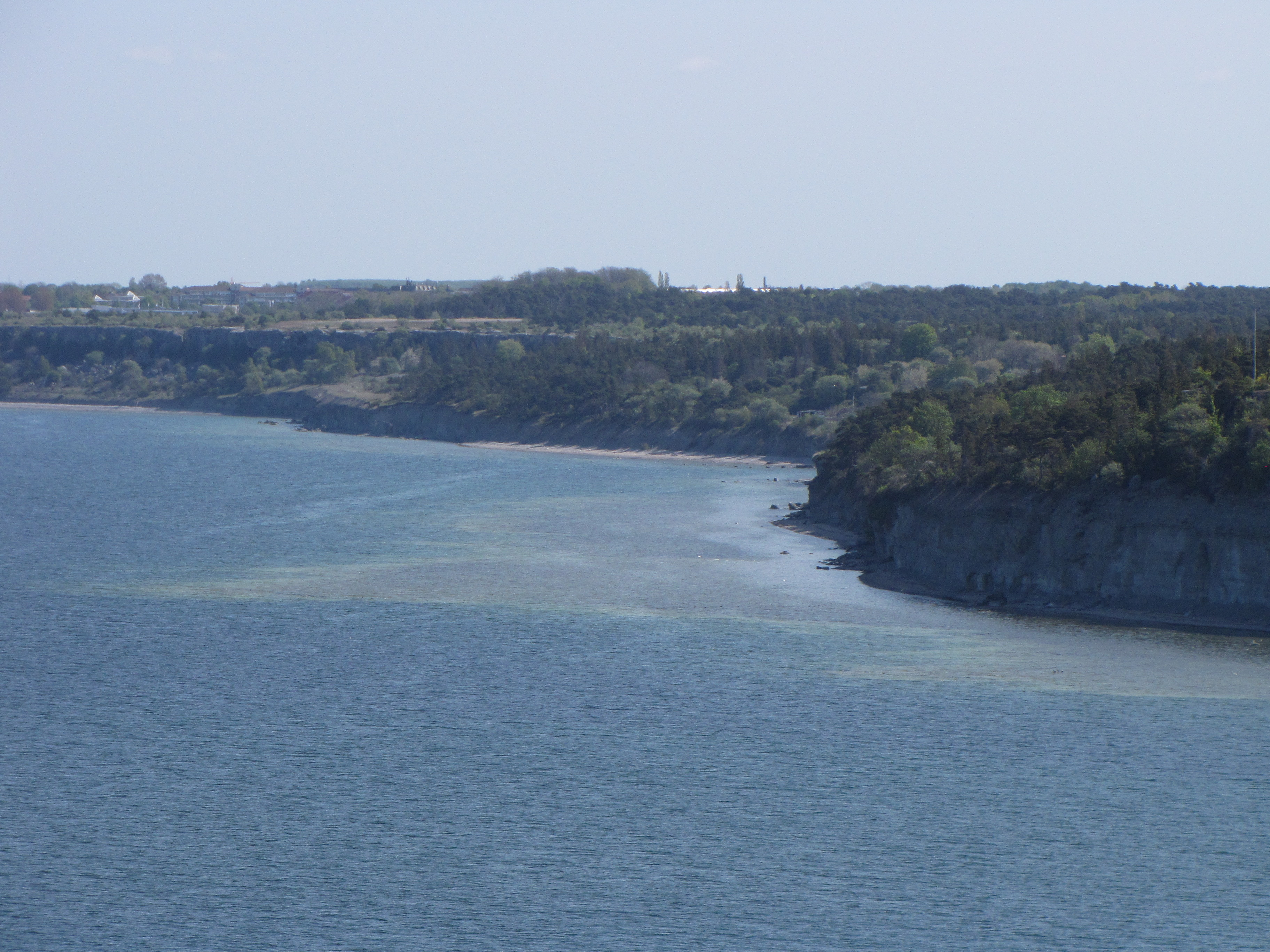
Utsikt mot norr
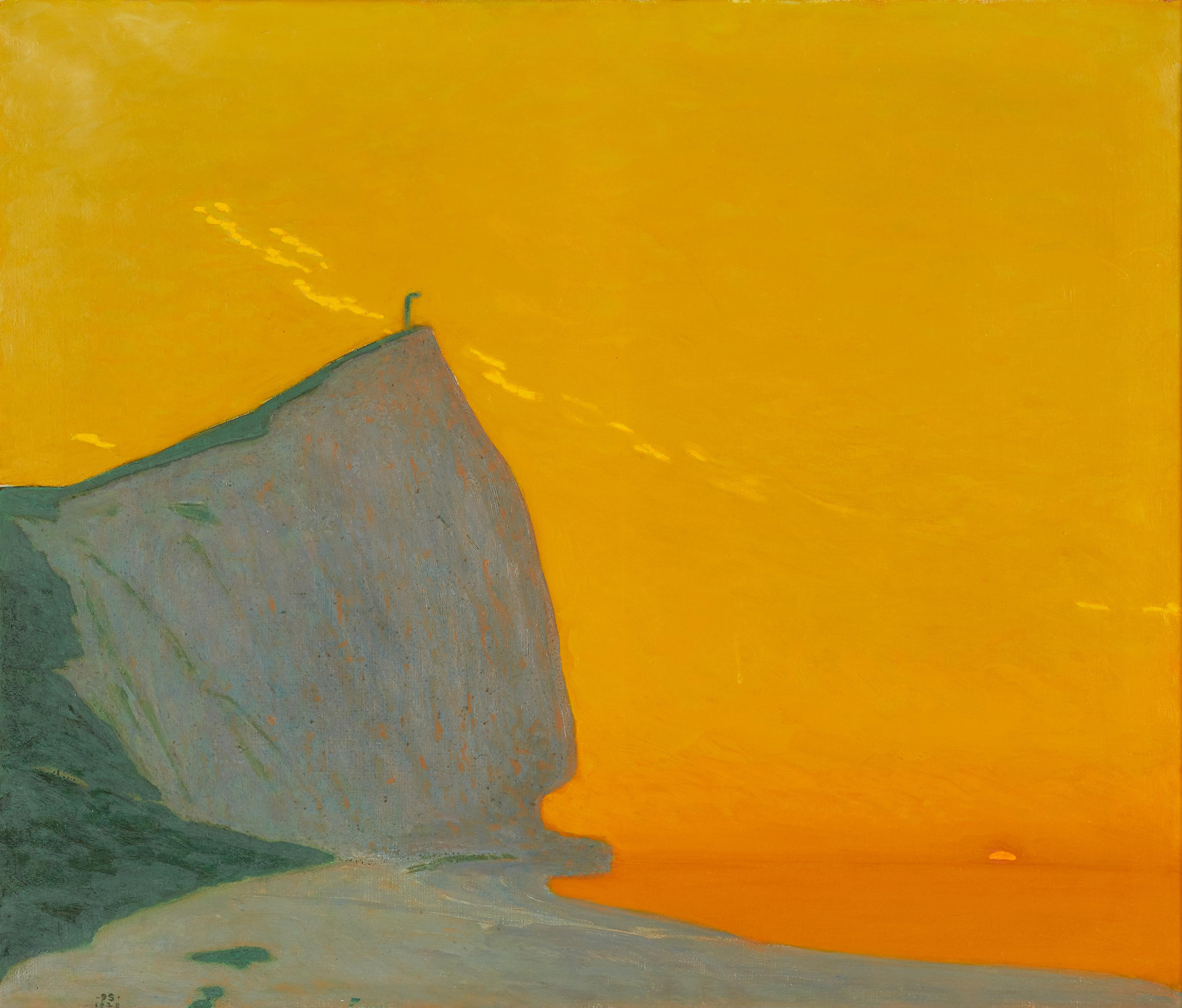
Den ensamme mannen på klippan, av Pelle Swedlund (1928)